# Hervás
Hervás é um município da Espanha na província de Cáceres, comunidade autónoma da Estremadura, de área 59,8 km². Em 2021 tinha 3 952 habitantes (densidade: 66,1 hab./km²). É a capital da comarca do Vale do Ambroz.

## Demografia
| Variação demográfica do município entre 1991 e 2004 [carece de fontes?] | Variação demográfica do município entre 1991 e 2004 [carece de fontes?] | Variação demográfica do município entre 1991 e 2004 [carece de fontes?] | Variação demográfica do município entre 1991 e 2004 [carece de fontes?] |
| ----------------------------------------------------------------------- | ----------------------------------------------------------------------- | ----------------------------------------------------------------------- | ----------------------------------------------------------------------- |
| 1991                                                                    | 1996                                                                    | 2001                                                                    | 2004                                                                    |
| 3832                                                                    | 3965                                                                    | 3842                                                                    | 3834                                                                    |